# Т-64
Т-64 је име за совјетски главни борбени тенк друге генерације који је ушао у производњу 1964. и био је конструисан у исто време кад и Т-72. Спољашњим изгледом Т-64 и Т-72 су слични, али за разлику од Т-72, Т-64 никада се није извозио и служио је искључиво у Црвеној армији, пре 1989. у Источној Немачкој и сада се још користи у Украјини, Казахстану, Придњестровљу и Узбекистану. Руска војска у складиштима чува око 2000 тенкова Т-64, а приморске трупе Руске морнарице у свом наоружању користе 350 тенкова Т-64. Конструкција тенка Т-64 је послужила за основу конструкције тенкова Т-80 и Т-84.

## Историја стварања
У другој половини 1950-их у Совјетском Савезу је почео рад на стварању новог тенка који би заменио Т-54 и Т-55 . Радови су обављени у неколико дизајнерских бироа, од којих је један био дизајнерски биро Харковске фабрике Малишев. Биро је добио задатак да развије фундаментално нови тенк, а резултат развоја био је средњи тенк Објекат 430 . Паралелно са тим, развој на путу модернизације одвијао се у пројектантском бироу Уралског комбината по имену И.В. Стаљина , као резултат тога су створени пројекти средњих тенкова „ Објекат 166 “ и „ Објекат 167 “. Међутим, ниједан од развијених тенкова није имао значајну предност у погледу тактичко-техничких карактеристика у односу на тенкове Т-54 и Т-55. Након анализе постојећег стања, донета је одлука да се, поред Погона по имену, убрза развој и масовна производња средњег тенка Објекат 166. Малишеву је, заједно са истраживачким институтима СССР-а, поверен развој новог тенка који би пружио значајну предност у односу на иностране. Године 1960. Министарство одбране СССР је издало тактичко-техничке захтеве, а 17. фебруара 1961. године издата је Резолуција ЦК КПСС и Савета министара СССР бр. 141-58 за развој новог тенка.
До средине 1961. године, у дизајнерском бироу Фабрике по имену. Малишева, завршене су фазе техничког и идејног пројекта новог тенка, названог „Објекат 432“. Пројекат средњег тенка Објекат 430 је одложен, али није отказан.
Према пројекту Објекат 432, тенк је имао највиши ниво заштите, високу маневарску способност и моћно наоружање. По завршетку фазе идејног пројектовања почела је фаза издавања пројектне документације и израде прототипова. Већина компоненти машине је први пут коришћена .

## Корисници

### Тренутни корисници
Демократска Република Конго – 25 до 50 тенкова Т-64Б1М примљених из Украјине 2016.
 Придњестровље - 18 Т-64БВ је у употреби.
 Русија - око 4.000 у 1995. години. Русија је 2014. имала приближно 2.000 за које је поступно повукла из употребе.
- Доњецка Народна Република - вишеструки Т-64Б, Т-64БВ и Т-64БМ у употреби од 2017.
- Луганска Народна Република - вишеструки Т-64Б, Т-64БВ и Т-64БМ у употреби од 2017.

 Украјина - 2345 је било у употреби од 1995,  2250 од 2000,  2215 од 2005,  1667 од 2010,  700 Т-64БВ и Т-64БМ6 Булат у служби Т-64 у складишту од 2015.  До августа 2019, украјинска Харковска фабрика оклопних возила (ХБТЗ) је унапредила преко 150 Т-64БВ на нови стандард Модел 2017, а Лавовска фабрика оклопних возила (ЛБТЗ) је почео да испоручује и овај модел.  Украјина је 2020. имала преко 720 Т-64БВ 2017, Т-64БМ Булат и Т-64БВ у служби и 578 Т-64 у складишту.  Током инвазије на Украјину 2022. примећени су и неки старији Т-64А и Т-64Б.
 Узбекистан - 100 у употреби од 2017.

### Бивши корисници
УНИТА − 5 коришћено у грађанском рату у Анголи; порекло ових тенкова је нејасно.
 Белорусија  – 299 у 1994. Од тада су сви укинути.
 Казахстан – отприлике 50 у 2011.  Од тада су сви укинути.

## Дизајн

### Труп и Купола
Оклоп тенка је дизајниран да, унутар углова безбедног маневрисања, супротстави сву муницију НАТО пушке калибра 105 мм раних 1960-их - кумулативну и подкалибарску.
Захваљујући употреби комбинованог оклопа , који су развили и конструктивно пројектовали стручњаци ВНИИ-100 и његовог огранка у Москви, по први пут у светској пракси изградње тенкова, постигнут је ниво заштите објекта који карактерише челични еквивалент од 450 мм. Због укупних (дебљина) и масених ограничења заштитних параметара тенкова шездесетих година прошлог века, у потпуности израђених од хомогеног челичног оклопа. Тиме је обезбеђена непробојна удаљеност предње пројекције возила, једнака 500 м при испаљивању граната од 105 мм из НАТО тенковског топа.
Труп тенка Т-64 је заварен од челичних оклопних плоча. Горњи предњи део (УЛД) трупа је направљен од комбинованог оклопа: челик - фиберглас - челик дебљине 205 мм. Горњи предњи лим је дебљине 80 мм од челичног оклопа средње тврдоће, средњи лим укупне дебљине 105 мм је направљен од лимова од фибергласа, на унутрашњој страни трупа је уграђен потпорни лим од 20 мм - такође од челични оклоп средње тврдоће. 
- 3-слојни композитни оклоп (К формула), дебљине између 450 и 20 мм:
  - Предња страна: 120 мм челик, 105 мм стаклена влакна, 40 мм челик.
  - Странице: 80 мм челик.
  - Предња страна куполе: 150 мм челик, 150 мм стаклена влакна, 40 мм челик
- Бочне гумене сукње штите горњи део вешања.

### Наоружање
Главно наоружање је био 115 мм глатки топ Д-68 са одвојеним пуњењем кертриџа. Овај топ је био први серијски совјетски топ од 115 мм. Ношена муниција је била 40 метака. Поред тога, са пушком је упарен и митраљез ПКТ калибра 7,62 мм . Капацитет муниције митраљеза био је 2.000 метака.

### Опрема
За нишањење коришћен је монокуларни тенковски нишан ТПД-43Б. Нишан је имао независну стабилизацију вертикалног видног поља. Додатно, на тенк је уграђен ноћни нишан ТПН-1-432.
Плуг за чишћење мина КМТ-6 се може поставити на предњој страни, као и балистички калкулатор 1В517 и Анемометријски мерач 1Б11.

### Погон
Мотор 5ТДФ вишегоривни мотор (дизел , керозин и бензин) са 5 супротних цилиндара, 10 клипова, 13,6 Л. Развија 700 кс (515 кВ) при 2.800 о/мин, потрошња од 170 до 200 литара на 100 км.
- Пренос: два бочна мењача са седам брзина напред и једном назад.
- Три унутрашња резервоара за капацитет горива од 740 литара, два на блатобранима од 140 литара и два резервоара од 200 литара који се могу испустити на задњем крају шасије.